# Le Fête
Le Fête és un municipi francès, situat al departament de la Costa d'Or i a la regió de Borgonya - Franc Comtat. L'any 2007 tenia 48 habitants.

## Demografia

### Població
El 2007 la població de fet de Le Fête era de 48 persones. Hi havia 20 famílies, de les quals 4 eren unipersonals (4 homes vivint sols), 12 parelles sense fills i 4 parelles amb fills.
La població ha evolucionat segons el següent gràfic:
Habitants censats

### Habitatges
El 2007 hi havia 28 habitatges, 22 eren l'habitatge principal de la família, 4 eren segones residències i 2 estaven desocupats. 27 eren cases i 1 era un apartament. Dels 22 habitatges principals, 16 estaven ocupats pels seus propietaris i 6 estaven llogats i ocupats pels llogaters; 5 tenien dues cambres, 2 en tenien tres, 6 en tenien quatre i 9 en tenien cinc o més. 16 habitatges disposaven pel capbaix d'una plaça de pàrquing. A 11 habitatges hi havia un automòbil i a 10 n'hi havia dos o més.

### Piràmide de població
La piràmide de població per edats i sexe el 2009 era:
| Homes | Edats   | Dones |
| ----- | ------- | ----- |
| 0     | 95 o +  | 0     |
| 0     | 90 a 94 | 0     |
| 0     | 85 a 89 | 0     |
| 0     | 80 a 84 | 0     |
| 4     | 75 a 79 | 4     |
| 0     | 70 a 74 | 0     |
| 0     | 65 a 69 | 0     |
| 4     | 60 a 64 | 0     |
| 0     | 55 a 59 | 0     |
| 4     | 50 a 54 | 0     |
| 0     | 45 a 49 | 4     |
| 4     | 40 a 44 | 0     |
| 4     | 35 a 39 | 4     |
| 0     | 30 a 34 | 0     |
| 0     | 25 a 29 | 0     |
| 0     | 20 a 24 | 0     |
| 4     | 15 a 19 | 0     |
| 0     | 10 a 14 | 4     |
| 0     | 5 a 9   | 0     |
| 0     | 0 a 4   | 0     |

## Economia
El 2007 la població en edat de treballar era de 32 persones, 28 eren actives i 4 eren inactives. De les 28 persones actives 27 estaven ocupades (15 homes i 12 dones) i 1 aturada (1 home). De les 4 persones inactives 2 estaven jubilades i 2 estaven estudiant.
Activitats econòmiques
Dels 4 establiments que hi havia el 2007, 1 era d'una empresa de comerç i reparació d'automòbils, 1 d'una empresa de transport, 1 d'una empresa d'hostatgeria i restauració i 1 d'una empresa classificada com a «altres activitats de serveis».
L'any 2000 a Le Fête hi havia 5 explotacions agrícoles.

## Poblacions properes
El següent diagrama mostra les poblacions més properes.